# Хом’яківка (Косів)
Хом'яківка — колишній хутір, нині — частина села Косова Білобожницької громади Чортківського району Тернопільської области України.

## Топоніміка
Назва походить від першопоселенця Хом’яка.

## Історія
Відомий від 17 ст. як село. У 1785 р. в селі — 403 особи.
На хуторі був старовинний панський двір (згорів у 1919; згодом відновлений); у 1946 р. маєток остаточно зруйнований. Від 1820-х рр. поселення належало Подлевським, поховання яких зберігаються в крипті костелу; ще й досі на його стінах значаться їхні епітафії, а біля храму стоїть залізний хрест із їхнім іменем. У 1840–1880-х рр. власник села — Валеріан-Богорія Подлевський. Після нього Хом’яківку успадкував Кароль Подлевський (помер 8 грудня 1919). Останньою власницею половини цього поселення була сестра Кароля Ядвига Городиська, а інша половина дісталася далекому родичеві Станіславові Пєнчиковському.

## Релігія
Є діючий римо-католицький костел св. Антонія (1846; раніше був Петропавлівський) і старий цвинтар.